# Vòng tròn tử thần
Vòng tròn định mệnh 3 (tên gốc: Rings) là một bộ phim kinh dị Mỹ năm 2017 do F. Javier Gutiérrez đạo diễn, viết bởi David Loucka, Jacob Aaron Estes và Akiva Goldsman và diễn viên Matilda Lutz, Alex Roe, Johnny Galecki, Aimee Teegarden, Bonnie Morgan và Vincent D'Onofrio. Đây là phần thứ ba trong loạt phim  Vòng tròn định mệnh , sau các phim trước  Vòng tròn định mệnh (2002) và  Vòng tròn định mệnh 2 (2005), và được dựa trên các yếu tố của cuốn tiểu thuyết  Vòng tròn ác nghiệt bởi Kôji Suzuki.

## Nội dung
Bị mất liên lạc với bạn trai Holt (Alex Roe), Julia (Matilda Lutz) quyết định tìm đến ngôi trường cao đẳng nơi người yêu mình đang theo học. Đến nơi, cô phát hiện ra rằng Holt cùng nhiều sinh viên khác đã theo dõi cuốn băng bí ẩn. Để sống sót, người mắc lời nguyền phải lừa người khác xem băng, để sự chết chóc thêm lan tỏa. Cuối cùng, Julia tự nguyện trở thành kẻ thế thân cho Holt.
Song, có gì đó rất kỳ lạ, giữa Julia và Samara Morgan tồn tại một mối liên kết nào đó. Lúc này, lần theo những dấu vết về nguồn gốc của linh hồn bí ẩn là cơ hội sống sót duy nhất còn lại dành cho cô gái trẻ.

## Đánh giá
Bộ phim được phát hành tại Mỹ ngày 3 tháng 2 năm 2017. Bộ phim có một đánh giá khá tệ 7% trên Rotten Tomatoes và thu về 83 triệu USD trên toàn thế giới với ngân sách 25 triệu USD.